# مايا أراد
مايا أراد (بالعبرية: מאיה ערד‏) هي كاتِبة إسرائيلية، ولدت في 25 يناير 1971 في ريشون لتسيون في إسرائيل.